# Вечность и покой
«Ве́чность и поко́й» — первый студийный альбом российской хеви-метал группы Materia Prima, который вышел на лейбле CD-Maximum 23 июня 2008 года.

## Об альбоме
Диск во многом появился благодаря бас-гитаристу группы «Ария» Виталию Дубинину. Он однажды вечером пришёл к участникам коллектива и посоветовал музыкантам завязывать с репетиционным процессом и немедленно садиться за запись.
Данный альбом претендует на звание «лучшего российского дебюта последних лет». Жанр — классический хеви-метал. На этом CD соблюдены лучшие традиции стиля: мелодика, помпезность, сногсшибательный драйв, получилось всё ёмко и ударно. Записано на студии Aria Records, сведение выполнил Tommy Hansen на Jailhouse Studios.

## Список композиций
| №  | Название                                          | Текст песни | Музыка              | Длительность |
| -- | ------------------------------------------------- | ----------- | ------------------- | ------------ |
| 1. | «С кем ты»                                        | Ю. Дантес   | С. Орлов            | 3:49         |
| 2. | «Время - песок»                                   | Ю. Дантес   | С. Орлов, О. Уросов | 5:16         |
| 3. | «Вечность и покой»                                | Ю. Дантес   | С. Орлов            | 4:02         |
| 4. | «Царство теней»                                   | Ю. Дантес   | С. Орлов            | 4:18         |
| 5. | «Раб золотых оков»                                | Ю. Дантес   | С. Орлов            | 5:10         |
| 6. | «Глаза судьбы»                                    | Н. Кулов    | С. Орлов, О. Уросов | 5:18         |
| 7. | «Смотри в себя»                                   | Ю. Дантес   | С. Орлов, О. Уросов | 4:21         |
| 8. | «Раб золотых оков» (альтернативная версия, бонус) | Ю. Дантес   | С. Орлов            | 4:21         |

## Участники записи
- Надир Кулов — вокал
- Сергей Орлов — гитара
- Александр Шамраев — гитара
- Олег Уросов — бас-гитара, клавишные
- Василий Журавлёв — ударные

### Приглашённые участники
- Вячеслав Молчанов — гитара (2, 4, 6)
- Денис Уросов — соло-гитара (2)
- Андрей Голованов — соло-гитара (7)
- Сергей Попов — соло-гитара (8)
- Александр Ребров — клавишные (4)
- Дмитрий Калинин — вступление (2)